# Коммунистический союз молодёжи Кампучии
Коммунисти́ческий сою́з молодёжи Кампучи́и (кхмер. សម្ព័ន្ធយុវជនកុម្មុយនីសកម្ពុជា) — политическая молодёжная организация в Камбодже (Демократической Кампучии), действовавшая в период правления Красных кхмеров 1975—1979 гг. Образована в феврале 1962 года. Являлась молодёжным крылом правящей Коммунистической партии Кампучии (КПК). Первоначальное название — Демократи́ческий сою́з молодёжи. Организация издавала партийную газету «Тунг Крахом» (ទង់ក្រហម, Красное знамя).